# カリスブルック
カリスブルック（英: Carisbrook）は、ニュージーランド南島ダニーデン市に所在する競技場。

## 概要
1881年に建設され1883年より使用が開始された競技場。オタゴ・ラグビーフットボール協会の本拠地であり、スーパーラグビーハイランダーズの本拠地である。 ラグビー、クリケット、サッカー、陸上競技の他、コンサート会場として利用されることもある。
座席数は通常25000席。最大で35000席まで拡張可能。2011年ラグビーワールドカップニュージーランド開催へ向け新スタジアムの建設に着手するため、新スタジアム設立後は競技場としての役割りを終えることになる。なお、2011年ラグビーワールドカップ会場としては使用されない。

## エピソード
- 1881年設立の競技場であり、その後改修工事を重ねるも古い競技場である。そのため地元市民に身近で親しまれる競技場として存在する。
- 学術都市ダニーデンにある競技場のため競技観戦者に学生が多く、競技場東側のテラス席は出入り可能であったため学生がソファー等を持ち込み“無料観戦”することができた。競技場はダニーデンの起伏の激しい地形に囲まれ、隣接する丘から競技を“覗き見”することもできた（現在は貴賓席が設けられたため覗き見はできない）。